# Mylothris rhodope
Mylothris rhodope är en fjärilsart som först beskrevs av Fabricius 1775.  Mylothris rhodope ingår i släktet Mylothris och familjen vitfjärilar. Inga underarter finns listade i Catalogue of Life.

## Bildgalleri

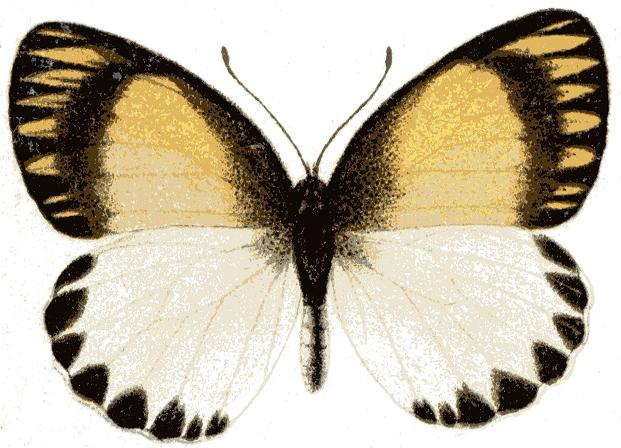
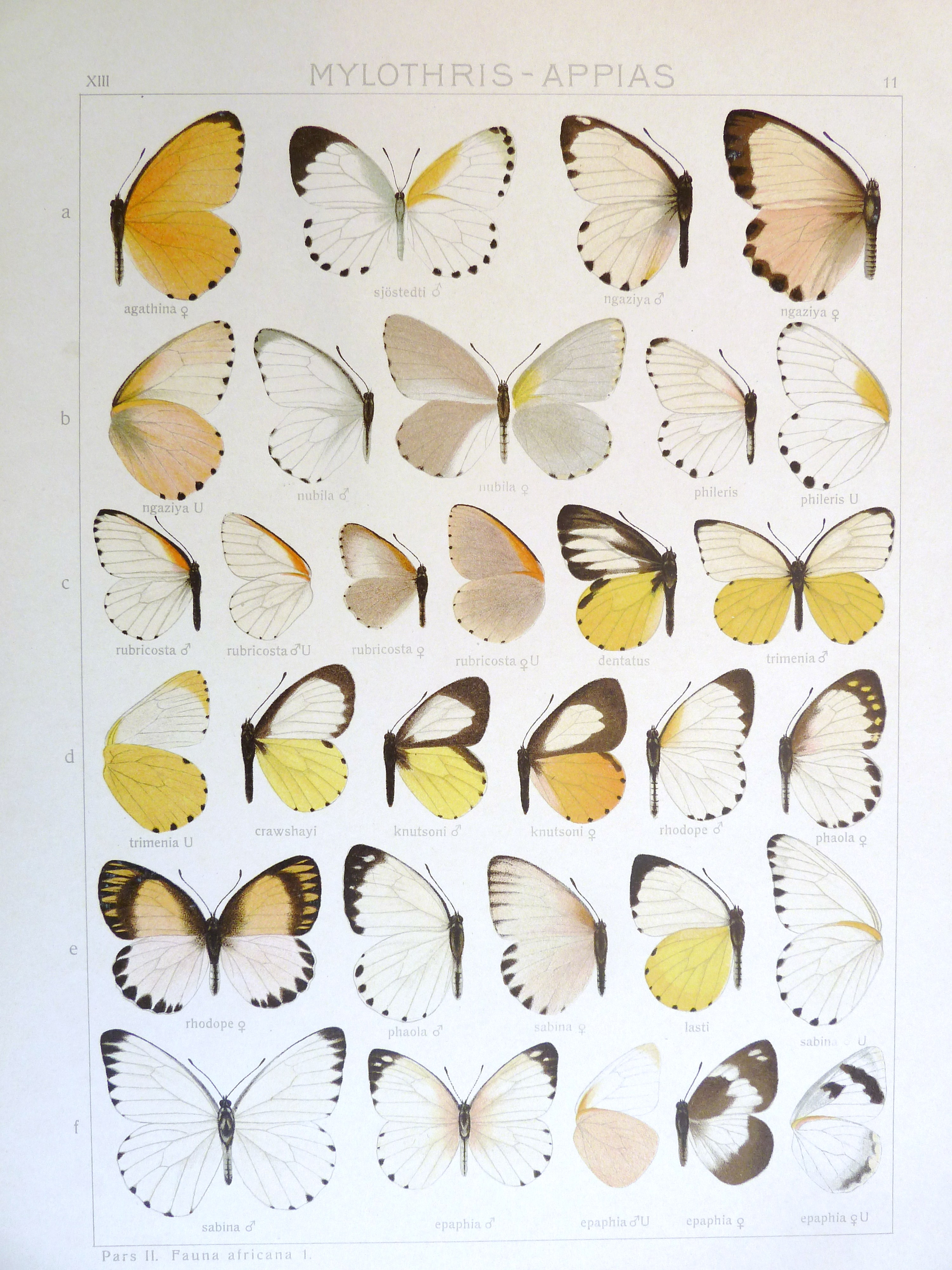